# Морщинин, Александр Александрович
Александр Александрович Морщинин (23 апреля 1919 — 27 мая 2004) — один из руководителей партизанского движения на оккупированной территории Белорусской ССР в годы Великой Отечественной войны.

## Биография
После окончания  семи классов Заднесельской неполной средней школы трудовую жизнь начал в 1934 г. рабочим по упаковке клюквы на станции Морженга Сокольского района, затем там же — учеником счетовода и счетоводом. В 1935 году переехал в г. Сокол, работал на целлюлозном заводе, вступил в комсомол. Затем работал нормировщиком на заводе, секретарём комсомольской организации и председателем райкома профсоюза на рыбокомбинате в Заполярье.
В мае 1937 года был призван в Красную Армию. Участвовал  зимой 1939-1940 г.г. в финской войне. По окончании 1-го Тамбовского Краснознаменного пехотного училища с августа 1941 по февраль 1942 года воевал на Западном фронте командиром роты, затем батальона в составе 325-й стрелковой дивизии 10-й армии. Был тяжело ранен.
Был направлен в тыл противника с группой командиров для организации партизанского движения на территории Минской области Белоруссии. С июня 1942 по июль 1943 года командовал 8-й Круглянской партизанской бригадой.
Находясь в тылу противника с июня по октябрь 1942 года, со своей группой проделал большую работу по организации партизанских отрядов. Им было сформировано семь отрядов, которые впоследствии были объединены в 8-ю Могилёвскую партизанскую бригаду. В боевой характеристике на капитана А. Морщинина, командира партизанской бригады, подписанной начальником Белорусского штаба партизанского движения П. Калининым, читаем: «Партизанскими отрядами под командованием т. Морщинина за время с июня по октябрь 1942 г. пущено под откос 47 воинских эшелонов с живой силой и техникой противника, повреждено и уничтожено большое количество вагонов и платформ, 42 цистерны, 27 паровозов, при крушении эшелонов убито и ранено более 1300 немецких солдат и офицеров…». Среди партизан пользовался большим уважением и авторитетом (его, 23-летнего парня, почтительно называли "дядей Сашей"). В октябре 1942 года он был ранен и доставлен самолётом в Москву на лечение. С января 1943 года находился в распоряжении Белорусского штаба партизанского движения, командовал спецотрядом, выполнял задания партизанского штаба на Калининском фронте. По окончании Высших тактических курсов в декабре 1943 года был прикомандирован к штабу 1-го Украинского фронта, где исполнял обязанности старшего офицера связи.
В марте 1944 года по личной просьбе был направлен на передовую и стал заместителем командира 658-го стрелкового полка 218-й орденов Ленина и Суворова Краснознамённой Ромадано-Киевской дивизии, в составе которой участвовал в освобождении Украины и Польши. В августе 1944 года был вновь тяжело ранен.
В 1946-1954 годах служил в органах МВД. Стал инвалидом войны I группы с 1955 г.
За боевые подвиги награждён орденами Ленина, Боевого Красного Знамени, Красной Звезды, Отечественной войны I степени, медалями «Партизану Великой Отечественной войны», «За оборону Москвы» и многими другими (более 60 наград). Почётный гражданин города Вологды. Орден Ленина ему лично вручал М. И. Калинин. Представлялся к званию Героя Советского Союза, но награды не получил.
После увольнения в запас в звании подполковника, проживая в городе Вологде, он по сути дела был прикован к постели, но вёл  большую исследовательскую поисковую работу. Работал в Совете ветеранов Великой Отечественной войны, собирал материалы о Героях Советского Союза, полных кавалерах ордена Славы, об участии вологжан в Великой Отечественной войне, вёл обширную переписку с бывшими партизанами и однополчанами, открыл имена сотен вологжан, считавшихся пропавшими без вести. В 1963 году организовал краеведческую группу, затем секцию ветеранов войны при Вологодском краеведческом музее. Позднее был почетным председателем Вологодского комитета ветеранов войны. Участвовал в создании и деятельности областного и городского штабов похода по местам трудовой и боевой славы.
В 1998 году ему было присвоено звание Почетного гражданина города Вологды «За выдающуюся плодотворную деятельность в области краеведения, многолетнюю военно-патриотическую работу среди молодежи и общественную деятельность» постановлением главы города Вологды от 28 декабря 1998 года.
Автор нескольких книг: «Во имя жизни на земле» (1973), «Солдаты славы не искали» (1990), «Вологжане на фронтах Великой Отечественной» (2001) и др.  Принимал активное участие в издании книги «Золотые звезды вологжан» о вологжанах – Героях Советского Союза. Опубликовал более 3000 статей (был постоянным внештатным автором областных газет «Вологодский комсомолец» и «Красный Север») и очерков в газетах и сборниках, участвовал  в подготовке около 40 книг
Умер в возрасте 85 лет 27 мая 2004 года, похоронен с воинскими почестями на Пошехонском кладбище в Вологде. В Вологде, на улице Южакова, дом 78, установлена памятная мемориальная доска А. А. Морщинину.
Заслуженный художник Белоруссии Ф. А. Модоров написал портрет молодого партизанского комбрига А. А. Морщинина, который хранится в Третьяковской галерее.